# Крепыш (фильм, 1981)
«Крепыш» — советский художественный фильм, поставленный одним из основоположников отечественного научно-популярного кино народным артистом СССР, кинорежиссёром Александром Згуриди совместно с его женой Наной Клдиашвили по их же сценарию.

## Сюжет
Герой фильма — знаменитый орловский рысак по кличке Крепыш, многократный чемпион бегов начала XX века, когда в острых схватках на дорожках ипподромов решалась судьба отечественного коневодства.
Мир животных и людей показан через восприятие Крепыша.

## В ролях
- Георгий Жжёнов — Шапошников
- Антонина Шуранова — Елена Павловна
- Андрей Мартынов — Егор
- Леонид Кулагин — Бардин
- Павел Махотин — Агафонов
- Альгимантас Масюлис — Шульц
- Софья Павлова — Лидия Фёдоровна
- Владлен Давыдов — князь
- Вячеслав Езепов — игрок
- Игорь Дмитриев — Элтон-старший
- Эдуард Марцевич — председатель общества коннозаводчиков
- Иннокентий Смоктуновский — голос Крепыша (озвучивание)
- Елена Коренева — голос лошадки (озвучивание)
- Владимир Пицек — Ухарский
- Николай Прокопович
- Юрий Волков — чиновник
- Борис Руднев — Базаров
- Андрей Юренев — Элтон-младший
- Вячеслав Невинный

## Съёмочная группа
- Авторы сценария: Александр Згуриди, Нана Клдиашвили
- Режиссёры: Александр Згуриди, Нана Клдиашвили
- Оператор: Вадим Алисов
- Художник: Михаил Богданов
- Композитор: Альфред Шнитке
- Государственный симфонический оркестр кинематографии
  - Дирижёр: Константин Кримец